# Casa Felipó
La Casa Felipó és un edifici d'habitatges d'Andorra la Vella protegit com a bé immoble inventariat per la seva significació en l'arquitectura de granit del principat. Està situat al número 9 de l'avinguda Meritxell.
Edifici de l'any 1948 de l'arquitecte barceloní Agustí Borrell Sensat, construït per Josep Mariné Mèlich, constructor d'Escaldes. Projecte de vuit plantes amb entresòl i planta baixa que va causar un important impacte en l'arquitectura del moment per la seva verticalitat i la seva fesomia cosmopolita, així com per la introducció d'un element nou: l'ascensor.
L'aparell barreja l'ús de la pedra de granit en la versió de niu d'abella fins a la darrera planta on s'escapça fent-se més irregular dins d'una composició del tot simètrica amb la proliferació de tribunes circulars i l'alternança de finestres, torretes, arquacions, etc.
La casa Felipó constitueix un testimoni rellevant dins del corrent de l'arquitectura de granit d'Andorra per les seves qualitats arquitectòniques i formals.